# (8436) Leucopsis
(8436) Leucopsis (2259 T-1) – planetoida z pasa głównego asteroid okrążająca Słońce w ciągu 5,45 lat w średniej odległości 3,1 au. Odkryta 25 marca 1971 roku.